# Niwa Nagahide
Niwa Nagahide (丹羽 長秀?; 16 ottobre 1535 – 15 maggio 1585) è stato un samurai e daimyō giapponese del periodo Sengoku, appartenente al clan Niwa.
Conosciuto anche come Gorōzaemon (五郎左衛門?), fu un importante servitore del clan Oda.

## Biografia
Nagahide nacque nei dintorni dell'attuale città di Nagoya, nella provincia di Owari. Fin dalla giovane età Nagahide servì Oda Nobunaga e divenne uno dei suoi servitori anziani partecipando alle maggiori battaglie del clan come ad esempio in quella di Tedorigawa. Fu anche un governatore incaricato della costruzione del castello di Azuchi oltre a molte altre opere. La portata della fiducia che Nobunaga riservava nei suoi confronti si evidenzia anche dal fatto che gli fu data in sposa la figlia adottiva, e a suo figlio, Niwa Nagashige, fu data in sposa la quarta figlia.
Nagahide governò nella provincia di Wakasa dal castello di Sawayama nella provincia di Ōmi. Nel 1581 durante una parata imperiale a Kyoto di fronte all'imperatore a Nagahide fu dato il grande onore di guidare la processione.
Nel 1582, come secondo di Oda Nobutaka, Nagahide lanciò la campagna per l'invasione di Shikoku; ma prima che egli potesse compiere qualche progresso Nobunaga fu improvvisamente ucciso da Akechi Mitsuhide. Nagahide abbandonò la posizione e ritornò in aiuto Hashiba Hideyoshi per vendicare Nobunaga. All'incontro del castello di Kiyosu dove si decideva il futuro del clan Oda, Nagahide supportò le posizioni di Hideyoshi anche se rimase pressoché neutrale durante la guerra contro Shibata Katsuie. Hideyoshi lo ringraziò affidandogli le province di Echizen e Kaga, che assieme valevano 1.230.000 koku. Divenne così uno dei daimyō più ricchi del Giappone. Si scontrò con Sassa Narimasa durante la battaglia di Komaki e Nagakute.
Nagahide morì di malattia nel 1585. Qualche fonte riporta che commise seppuku vedendo come il potere di Hideyoshi aveva finito per eclissare il clan Oda, che aveva a lungo servito.
Suo figlio ed erede Nagashige divenne signore nel castello di Shirakawa nel nord del Giappone, mentre al tempo di suo nipote Mitsushige i beni di famiglia (del valore di 100.000 koku) vennero trasferiti nel dominio di Nihonmatsu, dove i suoi discendenti rimasero fino alla fine del periodo Edo.